# Hermes (gemeente)
Hermes is een gemeente in het Franse departement Oise (regio Hauts-de-France). De plaats maakt deel uit van het arrondissement Beauvais. Hermes telde op 1 januari 2022 2.510 inwoners.

## Geografie
De oppervlakte van Hermes bedroeg op 1 januari 2022 11,72 vierkante kilometer; de bevolkingsdichtheid was toen 214,2 inwoners per km². 

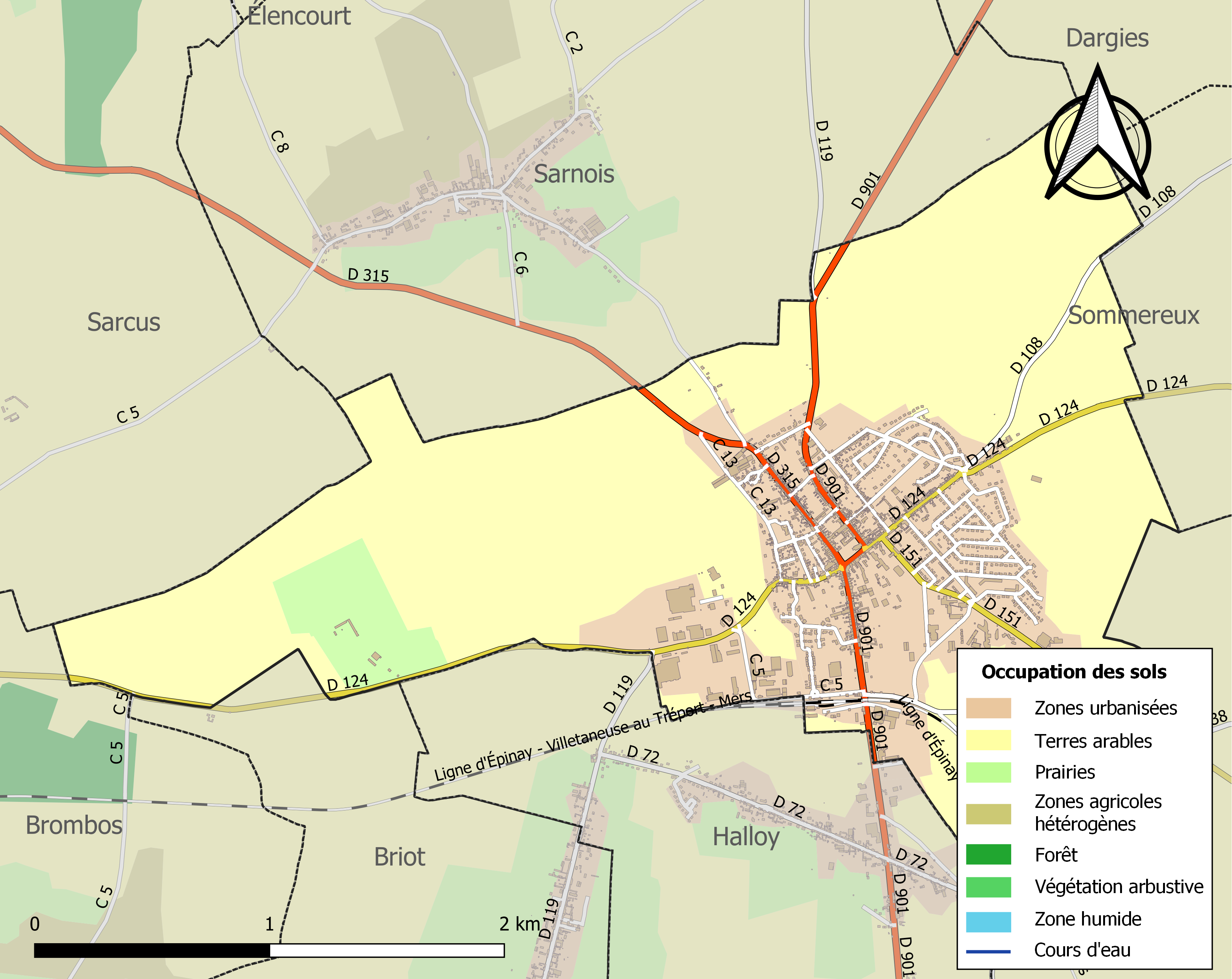
Kaart van de gemeente met belangrijkste infrastructuur, bodemgebruik en omliggende gemeenten

## Verkeer en vervoer
In de gemeente ligt spoorwegstation Hermes-Berthecourt.

## Demografie
Onderstaande figuur toont het verloop van het inwonertal (bron: INSEE-tellingen).